# Menacella sladeni
Menacella sladeni är en korallart som beskrevs av Thomson och Russell 1910. Menacella sladeni ingår i släktet Menacella och familjen Plexauridae. Inga underarter finns listade i Catalogue of Life.